# Rifugio Ottorino Mezzalama
Das Rifugio Ottorino Mezzalama ist eine Schutzhütte im Aostatal in den Walliser Alpen. Sie liegt in einer Höhe von 3036 m im Seitental Valle d’Ayas in der Nähe des Gletschers Ghiacciaio di Verra innerhalb der Gemeinde Ayas. Die Hütte wird von Anfang Juli bis Ende September bewirtschaftet und bietet in dieser Zeit 36 Bergsteigern Schlafplätze.

## Aufstieg
Von Saint-Jacques, einem Ortsteil von Ayas, erreicht man die Ortschaft Blanchard, die am Zusammenfluss der Quellbäche des Bergbachs Evançon, Verra und Courthoud, liegt. Hinter der Brücke beginnt der Pfad, der hinauf in das Tal des Baches Verra führt. Nachdem man den Weiler Fiery erreicht, teilt sich der Pfad; man folgt ihm rechts bis zur Ebene des Pian di Verra Inferiore (2050 m). Über einen Kiesweg gelangt man schließlich bis zum Beginn der Alm Pian di Verra Superiore. Noch unterhalb der Alm folgt man links dem Pfad, der über einen steilen, grasbewachsenen Hang ansteigt. Nach der Querung einer Hochebene bis auf den Grat einer Moräne folgt man diesem zur Hütte. Im Winter wird oft neben der Moräne aufgestiegen und erst am Ende der Moräne über einen steilen Hang zur Hütte aufgestiegen, deren Höhe oft auch mit 3004 m angegeben wird.
Die Schutzhütte kann binnen 4–5 Stunden vom Ortsteil Saint-Jacques erreicht werden.

## Geschichte
Die Schutzhütte in ihrem heutigen Erscheinungsbild wurde im Jahr 1934 eingeweiht und letztmals 1987 gründlich renoviert. Sie wurde Ottorino Mezzalama (1888–1931), einem Bergsteiger aus Turin gewidmet, der durch eine Lawine am Gletscher Ghiacciaio di Malavalle bei Bardonecchia ums Leben kam.

## Tourenmöglichkeiten

### Übergänge
- Übergang zur Schutzhütte Rifugio Guide della Val d’Ayas (3425 m).
- Übergang zur Schutzhütte Rifugio Giovanni Battista Ferraro (2066 m).
- Übergang zur Schutzhütte Rifugio Guide Frachey (2072 m).
- Übergang zur Theodulhütte (3327 m).
- Übergang zur Schutzhütte Rifugio Guide del Cervino (3480 m).
- Übergang zur Monte-Rosa-Hütte (2883 m).
- Übergang zur Rifugio Quintino Sella (3585 m).
- Übergang zur Biwakschachtel Bivacco Rossi e Volante (3787 m) am Rocce Nere.
- Übergang nach Gressoney über den Col di Bettaforca (2672 m)

### Gipfeltouren
Folgende Gipfel können von der Hütte erreicht werden:
- Castor (4225 m)
- Pollux (4089 m)
- Breithorn (Roccia Nera) (4075 m)
- Gobba di Rollin (3899 m)